# Pachycondyla rubra
Pachycondyla rubra är en myrart som först beskrevs av Smith 1857.  Pachycondyla rubra ingår i släktet Pachycondyla och familjen myror.

## Underarter
Arten delas in i följande underarter:
- P. r. javana
- P. r. rubra